# Christopher Polhemgymnasiet

Christopher Polhemgymnasiet är en gymnasieskola i Visby, Sverige. Skolan har inriktning på teknik och naturvetenskap för alla utbildningar, och har både yrkesförberedande och studieförberedande utbildning.
Skolan är namngiven efter uppfinnaren och industrimannen Christopher Polhem (1661–1751), som var född på Gotland.
Sedan ihopslagningen har Polhemgymnasiet upphört och istället blivit en del av Wisbygymnasiet, som Wisby Norr.